# Codeball
Le Codeball est un sport individuel d'origine américaine s'inspirant du golf et du football.

## Histoire
Le jeu est inventé en 1927 par l'Américain William Edward Code. L'Amateur Athletic Union reconnaît cette discipline comme sport en 1929.
Le premier championnat national américain se tient en 1935 sous l'égide l'AAU et sacre Bert Gates. Ce dernier effectue un parcours de 15 trous en 69 coups. 50 000 pratiquants sont alors recensés aux États-Unis. La discipline reste active jusqu'à la fin des années 1950.

## Le jeu
En reprenant les principes du golf, le but du jeu est de placer une balle de caoutchouc de 15 à 24 cm de circonférence dans des trous de 45 cm en utilisant uniquement ses pieds. Un parcours comprend 14 trous distants de 50 à 450 mètres du point de départ. Le joueur parvenant à boucler le parcours en moins de coups est le vainqueur. Les trous se présentent sous la forme de cône d'environ 18 cm de hauteur.
Ne pas confondre cette forme de codeball, également parfois nommée codeball-on-the-green, avec le codeball-on-the-court, jeu reprenant les principes de la pelote basque à main nue.